# Antonio Lizarza
Antonio de Lizarza Iribarren (Leiza, 16 de enero de 1891 - Pamplona, 27 de septiembre de 1974) fue un destacado político derechista español, conocido por ser el promotor de la fuerza Requeté de los carlistas.

## Biografía
Miembro de la Juventud Jaimista de Pamplona y uno de los más activos miembros en la preparación del golpe de Estado de 1936. Fue uno de los carlistas elegidos, ya en marzo de 1934, para entrevistarse con Benito Mussolini y recibir formación militar en la Italia fascista. Mussolini financió a los carlistas para que pudieran armarse y asestar el golpe a la II República junto a los militares sublevados. Lizarza fue el encargado de ocultar, distribuir y guardar las armas, como él mismo relata en sus Memorias de la Conspiración (Editorial Gómez, Pamplona, 1953).

En diciembre de 1934 había sido nombrado delegado Regional de los Requetés e intervino muy activamente, durante la primavera de 1936 en las negociaciones entre los militares golpistas, a los que representaba Emilio Mola, y las fuerzas paramilitares carlistas, a fin de consumar el Golpe de Estado en España de julio de 1936 que llevaría a la guerra civil española. En vísperas de la sublevación, fue detenido en Burgos, el 17 de julio de 1936, cuando se dirigía en avión hacia Lisboa y realizaba una escala técnica en esa ciudad. La finalidad del viaje era encontrarse con el general José Sanjurjo, otro de los militares rebeldes junto a Franco y Mola, también implicado en el inminnente Golpe de Estado de 1936, huido a Portugal tras la Sanjurjada, su fallido intento de golde de Estado en 1932. Lizarza fue llevado a la cárcel Modelo de Madrid, donde permaneció preso hasta ser la capital de España ocupada por las tropas del general Franco. Durante la denominada «Matanza de la prisión Modelo» —la noche del 22 al 23 de agosto de 1936—, a pesar de ser un destacado dirigente derechista, logró salvar la vida.

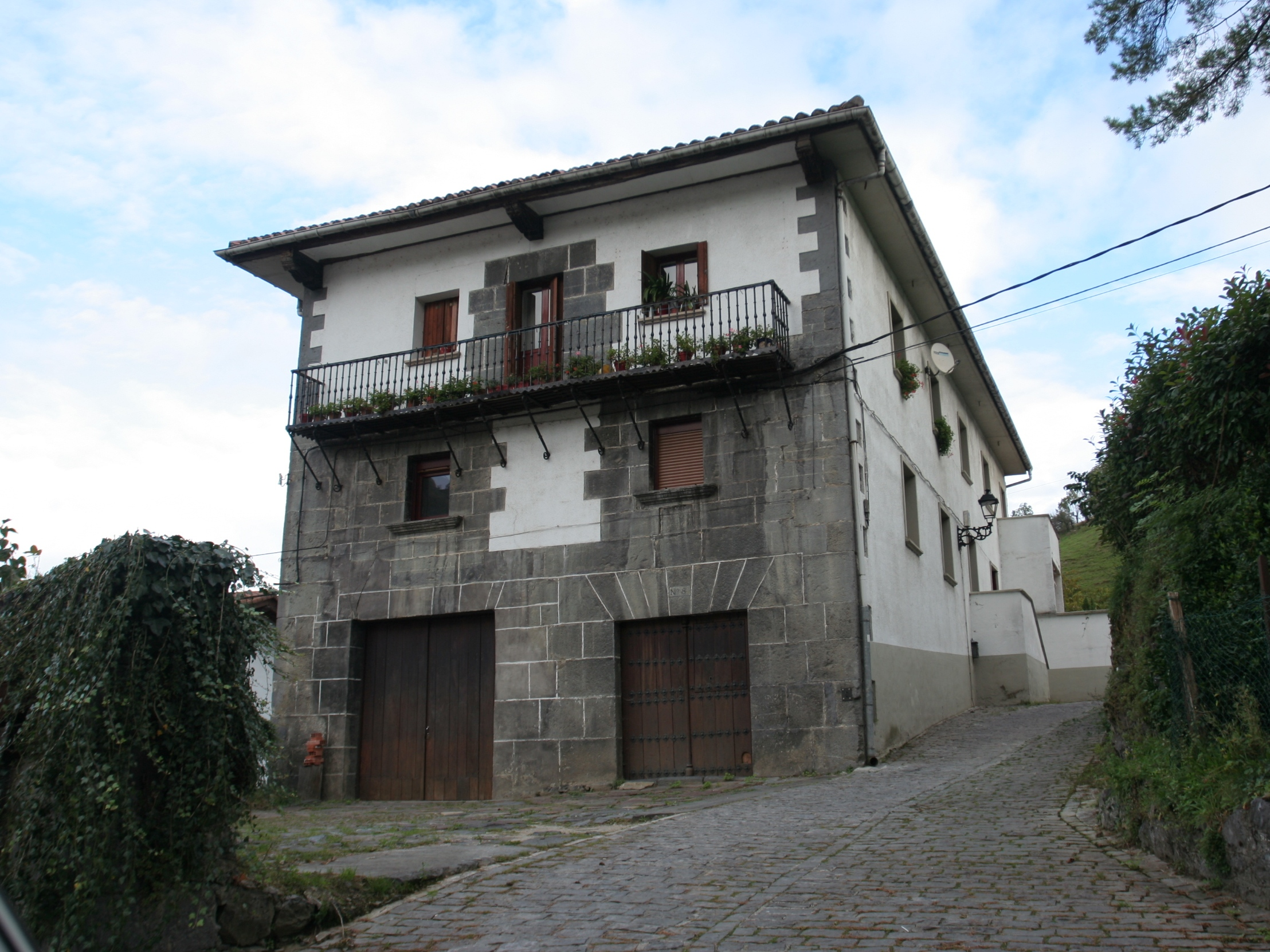
Casa Francisquenea, Leitza

A su regreso a Pamplona, 18 meses después de su partida, en enero de 1938, Lizarza fue nombrado delegado nacional para el reclutamiento de requetés.
Acabada la guerra, en mayo de 1941, fue designado presidente del equipo de fútbol regional, el Club Atlético Osasuna, puesto que ocupó hasta 1943 y en el que le sucedería Antonio Archanco. Lizarza volvió a ser presidente del club de 1944 a 1947.
En el verano de 1944 participó en las tareas organizativas para combatir al Maquis que, al mando del también navarro Jesús Monzón Repáraz, pretendían entrar en España por el Valle de Arán y derrocar al régimen de Franco.
Lizarza fue nombrado presidente de la Cruz Roja en Navarra en julio de 1945, delegado provincial de excombatientes en enero de 1947 y jefe regional del carlismo navarro (facción carloctavista) en mayo de 1947.